# Ogilbyina queenslandiae
Ogilbyina queenslandiae is een straalvinnige vissensoort uit de familie van dwergzeebaarzen (Pseudochromidae). De wetenschappelijke naam van de soort is voor het eerst geldig gepubliceerd in 1893 door Saville-Kent.